# Шелоб
Ше́лоб (англ. Shelob) — вигаданий персонаж у легендаріумі Дж. Р. Р. Толкіна, гігантська павучиха, що жила у темному лабіринті печер, який отримав назву «Лігво Шелобі» на перевалі Кіріт-Унгол (синд. Kirit-Ungol — Павучий Прохід) між Ітілієном та Мордором. Шелоб була останньою дитиною прадавньої Унголіанти.

## Походження імені й Толкін про павука
Ім'я «Шелоб» є поєднанням англійських слів she — «вона» і lob — «павук» (тобто «павучиха»), та перекладом з синдарину слова ungol — «павук». Щодо походження слова у мовах Середзем'я Толкін вважав, що воно походить з орківської мови (чорна говірка).
«Вона представлена в т. II. стр. 332, як нащадок гігантських павуків долин Нандунгортіна (Нан-Дунгортеб), що фігурують у Легендах Першої Епохи, особливо у головній з них, у повісті про Берена й Лутієн», — пише він у листі до Наомі Мітчісон. — «Посилання на неї зустрічаються повсякчас, оскільки, як вказує Сем (том II. стр. 321), ця історія у певному сенсі є її продовженням (…). Самі гігантські павуки були лише поріддям Унголіанти, первозданної поглиначки світла, що у вигляді павучихи прийшла на допомогу Темній Владі, але зрештою розсварилась зі спільником. Таким чином, Шелоб і Саурон, сподвижник Темної Влади, не зв'язані ніяким союзом, але тільки спільною ненавистю…».

## Шелоб на перевалі Кіріт-Унгол
Як і коли вона потрапила сюди з затоплених земель Белеріанду, мовчать легенди, та й не залишилося легенд про Чорні Роки. Шелоб з'явилася тут раніше Саурона, і раніше першого каменя Барад-Дура. Весь час вона займалася лише одним: пила кров людей та ельфів, жируючи та розбухаючи, безперервно жадаючи, звиваючи довкола павутину мороку; все живе було для неї харчем, а Пітьма продуктом перетравлення їжі. Гірськими тіснинами множилися її гидкі виплодні — від Похмурих Гір до східних гір, до Дол-Гулдура й Морок-лісу. Однак куди їм було до великої Шелоб — останньої з дітей прадавньої Унголіанти, що тривожили цей нещасний світ.
Зростаюча міць Саурона призвела до того, що павучиха була голодною і сиділа, причаївшись у своєму лігві. Все живе тікало якнайдалі від меж Чорної Країни, ні ельфи, ні люди більше не траплялись, тільки орки. Погана здобич і до того ж дуже обережна. Вона все одно добувала їх. Та весь час їй хотілося смачнішого.
Саурон завжди знав, хто переховується у надрах гір. Йому подобалася ця кровожерлива і пильна сторожа, що охороняла давній шлях в його країну краще, ніж будь-яке військо. Орків у нього було достатньо. Якщо час від часу Шелоб відловлювала одного-другого, то — на здоров'я, він обійдеться. Іноді він сам кидав своїй «кішці», як він її називав, смачний шматочок, відправляючи до неї непотрібних полонених. Він наказував заганяти їх до неї у лігво, а потім з цікавістю слухав, як вона з ними бавилась. Це було задоволення для обох, обидва звикли відчувати себе зовсім безкарно. Досі жодній здобичі не вдалося втекти від Шелоб.

## Шелоб, Ґолум, Фродо і Сем
Під час свого виходу з Мордору Ґолум зустрівся з Шелоб. Він також любив пітьму, і тому вклонився їй, визнавши її владу. Її зла воля легко заволоділа ним, відрізавши від світла, від надії й розкаяння. Ґолум пообіцяв їй діставати харч.
Коли Фродо і Сем побачили, що крізь Чорні Ворота до Мордору їм не дістатись, Ґолум запропонував їм інший шлях, схований у темряві, де можна непоміченим пройти повз сторожу. Ні про те, що цей шлях має назву Кіріт-Унгол, ні про потвору, яка жила на ньому, він не сказав ні слова.

Слово Кіріт-Унгол сказав їм Фарамир:
— А ви знаєте, як називається цей перевал? — спитав Фарамир.
— Ні, він не казав мені.
— Ім'я цього місця Кіріт — Унгол! — тут Ґолум різко зашипів і пробурмотів щось. — Хіба не так? — звернувся до нього Фарамир.
— Ні! — крикнув Ґолум і здригнувся, наче щось вкололо його. — Так ми чули один раз. Та що нам до назви! Хазяїн сказав, він має йти. А ми маємо спробувати знайти вхід. Інших шляхів немає.
— Немає? — перепитав його Фарамир. — А ти звідки знаєш ? Ти що, так добре вивчив Чорну Країну?
Відмовляючи від перевалу Кіріт-Унгол, Фарамир сказав, що у «горах вище Мінас-Моргулу живе якийсь темний жах. При одній згадці Кіріт-Унгол старі блідніють і замовкають».
Увійшовши в печеру, Фродо і Сем зупинились перед ходом, затягнутим товстим павутинням. Сем не зміг розрубати її мечем, тоді Фродо взяв до рук ельфійський кинджал Жало, і павутиння піддалося. Напавши на Фродо, Шелоб вжалила й обплела його, але Семові за допомогою Жала вдалося уперше за всю історію її існування завдати серйозних ран і змусити тікати. Невідомо, чи Шелоб здохла, чи їй вдалося залікувати свої рани.